# Людвік Коубек
Людвік Коубек (чеськ. Ludvík Koubek; 11 травня 1911 — ?) — чеський футболіст. Починав на позиції нападника, пізніше грав півзахисника, а закінчив на позиції лівого захисника.

## Футбольна кар'єра
У чемпіонаті Чехословаччини грав за «Спарту» (Прага), «Кладно», «Наход», «Моравска Славія» (Брно) та «Жіденіце». У чемпіонаті Чехословаччини зіграв у 119 матчах і забив 31 гол. У 1933 році грав за «Спарту» у двох матчах Центральноєвропейського кубку проти міланської «Амброзіани-Інтер».

## Статистика виступів у чемпіонаті
| Сезон                            | Матчі | Голи | Клуб                 |
| -------------------------------- | ----- | ---- | -------------------- |
| Чемпіонат Чехословаччини 1932/33 | 4     | 0    | Спарта Прага         |
| Чемпіонат Чехословаччини 1933/34 | 3     | 0    | Кладно               |
| Чемпіонат Чехословаччини 1933/34 | 3     | 1    | Наход                |
| Чемпіонат Чехословаччини 1935/36 | 8     | 9    | Наход                |
| Чемпіонат Чехословаччини 1935/36 | 16    | 5    | Моравска Славія Брно |
| Чемпіонат Чехословаччини 1936/37 | 13    | 5    | Моравска Славія Брно |
| Чемпіонат Чехословаччини 1937/38 | 11    | 4    | Жіденіце             |
| Чемпіонат Чехословаччини 1938/39 | 17    | 7    | Жіденіце             |
| Національна ліга 1939/40         | 22    | 0    | Жіденіце             |
| Національна ліга 1940/41         | 22    | 0    | Жіденіце             |
| РАЗОМ                            | 119   | 31   |                      |